# Solpathana
Solpathana (en népalais : सोल्पाठाना) est un comité de développement villageois du Népal situé dans le district de Sindhuli. Au recensement de 2011, il comptait 2 195 habitants.